# Střítež (Litochovice)
Střítež je malá vesnice, část obce Litochovice v okrese Strakonice v Jihočeském kraji. Nachází se asi 2,5 kilometru severovýchodně od Litochovic. Je zde evidováno 45 adres. V roce 2011 zde trvale žilo 89 obyvatel.
Střítež leží v katastrálním území Střítež u Volyně o rozloze 4,52 km².

## Historie
První písemná zmínka o vesnici pochází z roku 1315.

## Obyvatelstvo
| Rok            | 1869 | 1880 | 1890 | 1900 | 1910 | 1921 | 1930 | 1950 | 1961 | 1970 | 1980 | 1991 | 2001 | 2011 | 2021 |
| -------------- | ---- | ---- | ---- | ---- | ---- | ---- | ---- | ---- | ---- | ---- | ---- | ---- | ---- | ---- | ---- |
| Počet obyvatel | 220  | 270  | 244  | 231  | 262  | 258  | 223  | 134  | 118  | 133  | 100  | 90   | 93   | 89   | 85   |
| Počet domů     | 37   | 41   | 42   | 43   | 42   | 42   | 42   | 42   | 42   | 33   | 32   | 35   | 41   | 43   | 44   |

## Obecní správa
Při sčítání lidu v letech 1850–1929 Střítež byla osadou obce Litochovice v okrese Strakonice. V letech 1930–1959 byla samostatnou obcí v okrese Strakonice. V letech 1960–1980 byla znovu částí obce Litochovice v okrese Strakonice. Od 1. dubna 1980 do 23. listopadu 1990 byla částí obce Čepřovice v okrese Strakonice. Od 24. listopadu 1990 je opět částí obce Litochovice v okrese Strakonice.

## Pamětihodnosti
- Usedlost čp. 8 (kulturní památka ČR)